# Maharashtra Open 2023
Maharashtra Open 2023, oficiálně TATA Open Maharashtra 2023, byl tenisový turnaj mužů na profesionálním okruhu ATP Tour. Hrál se v areálu Mhalunge Balewadi Tennis Complex na otevřených dvorcích s tvrdým povrchem Plexi Pave. Maharashtra Open probíhal jako dvacátý sedmý ročník mezi 2. až 8. lednem 2023 v indickém Puné. Představoval jediný jihoasijský turnaj na túře ATP.
Turnaj dotovaný 713 495 dolary patřil do kategorie ATP Tour 250. Nejvýše nasazeným singlistou se stal sedmnáctý tenista světa Marin Čilić z Chorvatska, který před čtvrtfinálem odstoupil. Jako poslední přímý účastník do dvouhry nastoupil španělský 122. hráč žebříčku Pablo Andújar. V důsledku invaze Ruska na Ukrajinu na konci února 2022 řídící organizace tenisu ATP, WTA a ITF s grandslamy rozhodly, že ruští a běloruští tenisté mohli dále na okruzích startovat, ale do odvolání nikoli pod vlajkami Ruska a Běloruska.
Premiérový singlový titul na okruhu ATP Tour vybojoval 26letý Nizozemec Tallon Griekspoor.  Čtyřhru ovládli čtvrtí nasazení Belgičané Sander Gillé s Joranem Vliegenem, kteří získali šestou společnou i individuální deblovou trofej.

## Rozdělení bodů a finančních odměn

### Rozdělení bodů
| Soutěž  | Soutěž | vítězové | finalisté | semifinalisté | čtvrtfinalisté | 16 v kole | 28 v kole | Q  | Q2 | Q1 |
| ------- | ------ | -------- | --------- | ------------- | -------------- | --------- | --------- | -- | -- | -- |
| dvouhra | [ 1 ]  | 250      | 150       | 90            | 45             | 20        | 0         | 12 | 6  | 0  |
| čtyřhra | [ 5 ]  | 250      | 150       | 90            | 45             | 0         | —         | —  | —  | —  |

### Finanční odměny
| Soutěž                                | Soutěž      | vítězové | finalisté | semifinalisté | čtvrtfinalisté | 16 v kole | 28 v kole | Q2      | Q1      |
| ------------------------------------- | ----------- | -------- | --------- | ------------- | -------------- | --------- | --------- | ------- | ------- |
| dvouhra                               | [ 1 ] [ 6 ] | 97 760 $ | 57 025 $  | 33 525 $      | 19 425 $       | 11 280 $  | 6 895 $   | 3 445 $ | 1 880 $ |
| čtyřhra                               | [ 5 ]       | 33 960 $ | 18 170 $  | 10 660 $      | 5 950 $        | 3 510 $   | —         | —       | —       |
| částka ve čtyřhrách je uvedena na pár |             |          |           |               |                |           |           |         |         |

## Dvouhra mužů

### Nasazení
| Stát                             | Hráč                    | ATP | Nasazení |
| -------------------------------- | ----------------------- | --- | -------- |
| Chorvatsko                       | Marin Čilić             | 17. | 1.       |
| Nizozemsko                       | Botic van de Zandschulp | 35. | 2.       |
| Finsko                           | Emil Ruusuvuori         | 40. | 3.       |
| Argentina                        | Sebastián Báez          | 43. | 4.       |
| Slovensko                        | Alex Molčan             | 50. | 5.       |
| Srbsko                           | Filip Krajinović        | 54. | 6.       |
| Španělsko                        | Jaume Munar             | 58. | 7.       |
|                                  | Aslan Karacev           | 59. | 8.       |
| Žebříček ATP k 26. prosinci 2022 |                         |     |          |

### Jiné formy účasti
Následující hráčí obdrželi divokou kartu do hlavní soutěže:
- Manas Manoj Dhamne
- Sumit Nagal
- Mukund Sasikumar

Následující hráči postoupili z kvalifikace:
- Flavio Cobolli
- Maximilian Marterer
- Ramkumar Ramanathan
- Elias Ymer

### Odhlášení
před zahájením turnaje
- Jenson Brooksby → nahradil jej  Pablo Andújar

## Mužská čtyřhra

### Nasazení
| Stát                                                                                      | Hráč              | Stát               | Hráč            | ATP  | Nasazení |
| ----------------------------------------------------------------------------------------- | ----------------- | ------------------ | --------------- | ---- | -------- |
| USA                                                                                       | Rajeev Ram        | Spojené království | Joe Salisbury   | 7.   | 1.       |
| USA                                                                                       | Nathaniel Lammons | USA                | Jackson Withrow | 95.  | 2.       |
| Francie                                                                                   | Sadio Doumbia     | Francie            | Fabien Reboul   | 112. | 3.       |
| Belgie                                                                                    | Sander Gillé      | Belgie             | Joran Vliegen   | 121. | 4.       |
| Žebříček ATP k 26. prosinci 2022; číslo je součtem žebříčkového postavení obou členů páru |                   |                    |                 |      |          |

### Jiné formy účasti
Následující páry obdržely divokou kartu do hlavní soutěže:
- Arjun Kadhe /  Fernando Romboli
- Purav Radža /  Divij Šaran

The following pair received entry as alternates:
- Sriram Baladži /  Džívan Nedunčežijan

### Odhlášení
před zahájením turnaje
- Laslo Djere /  Alex Molčan → nahradili je  Sriram Baladži /  Džívan Nedunčežijan

## Přehled finále

### Mužská dvouhra
- Tallon Griekspoor vs.  Benjamin Bonzi, 4–6, 7–5, 6–3

### Mužská čtyřhra
- Sander Gillé /  Joran Vliegen vs.  Sriram Baladži /  Džívan Nedunčežijan, 6–4, 6–4